# 1907 في النرويج
فيما يلي قوائم الأحداث التي وقعت خلال عام 1907 في النرويج.

## سياسة

### تعيين في المنصب
- 23 أكتوبر – يورغن لفلاند رئيس وزراء النرويج.

### انتهاء فترة المنصب
- 23 أكتوبر – كريستيان ميكلسن رئيس وزراء النرويج.

## مواليد

### مارس
- 8 مارس – رولف ياكوبسن

### ديسمبر
- 25 ديسمبر – كريستيان يوهانسون

## وفيات

### سبتمبر
- 4 سبتمبر – إيدفارد جريج (مواليد 1843)